# Pločasti most
Pločasti most je most na rijeci Cetini. Nalazi se u općini Civljanama, blizu više arheoloških lokaliteta od kojih je najznačajniji lokalitet ranoromanička crkva Sv. Spasa s grobljem. Nizak je i jednostavan most od kamena. Sastavljen je od stećaka, odnosno 33 gotovo sasvim pravilne ploče. Po tome je jedinstveni primjer premošćivanja rijeke. Stećci, srednjovjekovni megaliti koji služe kao nadgrobni spomenici, vjerojatno potječu s groblja iz 15. stoljeća pokraj zaseoka Vranješâ. Od konca Drugog svjetskog rata most više nije u upotrebi, a pored njega je izgrađen novi betonski most.
Ima još jedan sličan most Pločastom mostu, tzv. Vukovića most koji je na rukavcu Cetine kod zaseoka Vukovićâ, nizvodno od Vukovića izvora rijeke Cetine.
Hrvatskoj javnosti došao je u pozornost 3. listopada 2020. nakon što su ljudi reagirali na grube nestručne i nepotrebne zahvate građevinskom mehanizacijom na ovu starinu, a zbog tobožnje sanacije.

## Vanjske poveznice
- mt:  (VIDEO) Na Cetini ruše Pločasti most od srednjovjekovnih stećaka: ‘Politika SDSS-a i HDZ-a je očito izbrisati povijest na ovom području’ Narod.hr. 5. listopada 2020.